# Alfa Romeo Tipo 316
Alfa Romeo Tipo 316 или 16C-316 Grand Prix — гоночный автомобиль итальянской автомобильной компании Alfa Romeo, участвовавший в Мировом чемпионате Гран-при в сезоне 1938 и 1939 годов. За рулём данного болида сидели Джузеппе Фарина и Клементе Биондетти. Tipo 316 был одной из трёх моделей Alfa Romeo, разработанной под новые правила сезона Гран-при 1938 года, которые различались в основном по объёму и мощности двигателя. Другие две модели: Alfa Romeo Tipo 308 имела восьмицилиндровый рядный двигатель, а Alfa Romeo Tipo 312 оснащалась V12 двигателем. Данный гоночный болид построен на базе Alfa Romeo 12C-37. Двигатель 316-й имел конфигурацию V16 и 60-и градусный наклон блоков. Двигатель оснащался также турбонагнетателем. В итоге автомобиль выдавал около 350 л.с. (260 кВт) при 7500 об/мин. Двигатель был мощнее, чем на Tipo 308 или 312, но и он не смог реально конкурировать с немецкими гоночными болидами в сезоне 1938 - 1939 годов.
Автомобиль дебютировал в первой крупной гонке сезона на Гран-при Триполи, где Биондетти сошёл с трассы. В своей первой гонке на Гран-при Италии Джузеппе Фарина занял второе место, отметив модель на подиуме, а Биондетти пришёл четвёртым. Последние появление автомобиля отмечено в его первой гонке на Гран-при Швейцарии в сезоне 1939 года, где Фарина сошёл с трассы лидируя после первых кругов. После этих неудач, усилия команды были переведены на 1,5 литровый автомобиль Alfa Romeo 158 для класса Вуатюретт, тогда и развитие модели Tipo 316 официально прекратилось.